# Wilfrid Stinissen
Georges Celest Arthur Stinissen, känd som Wilfrid Stinissen, född 10 januari 1927 i Antwerpen, död 30 november 2013 i Norraby kloster i Tågarp, var en belgisk-svensk katolsk präst, karmelitmunk och författare.
Under andra världskriget, den 8 september 1944, avlade Stinissen sina klosterlöften som broder Wilfrid av Kristus Konungen. Han prästvigdes den 5 augusti 1951.
Stinissen, som var bosatt i Sverige från 1967, var en produktiv författare av andakts- och uppbyggelselitteratur.